# 谢尔盖·别利亚夫斯基
| 发现小行星：36 | 发现小行星：36 |
| -------------- | -------------- |
| 小行星749      | 1913年4月5日   |
| 小行星812      | 1915年9月8日   |
| 小行星849      | 1912年2月9日   |
| 小行星850      | 1916年3月27日  |
| 小行星851      | 1916年4月2日   |
| 小行星852      | 1916年4月2日   |
| 小行星853      | 1916年4月2日   |
| 小行星854      | 1916年4月3日   |
| 小行星855      | 1916年4月3日   |
| 小行星856      | 1916年4月3日   |
| 小行星857      | 1916年4月6日   |
| 小行星885      | 1917年9月23日  |
| 小行星969      | 1921年11月5日  |
| 小行星978      | 1922年5月18日  |
| 小行星981      | 1917年9月23日  |
| 小行星995      | 1923年6月8日   |
| 小行星1001     | 1923年8月8日   |
| 小行星1004     | 1923年9月5日   |
| 小行星1005     | 1923年9月5日   |
| 小行星1006     | 1923年9月12日  |
| 小行星1031     | 1924年6月6日   |
| 小行星1062     | 1925年10月11日 |
| 小行星1065     | 1926年8月4日   |
| 小行星1074     | 1925年1月26日  |
| 小行星1084     | 1926年2月12日  |
| 小行星1086     | 1927年8月25日  |
| 小行星1094     | 1926年2月12日  |
| 小行星1118     | 1927年8月29日  |
| 小行星1153     | 1924年9月5日   |
| 小行星1224     | 1927年8月29日  |
| 小行星1621     | 1926年10月1日  |
| 小行星1874     | 1924年9月5日   |
| 小行星1984     | 1926年10月10日 |
| 小行星2156     | 1917年9月23日  |
| 小行星3134     | 1921年11月5日  |
| 小行星4509     | 1917年9月23日  |

谢尔盖·伊万诺维奇·别利亚夫斯基（俄语：Сергей Иванович Белявский，1883年12月7日—1953年10月13日），俄罗斯-苏联天文学家，苏联科学院院士。
别利亚夫斯基曾在今乌克兰克里木半岛的西梅兹天文台工作，1937年至1944年间担任普尔科沃天文台台长。